# Hình tượng con thỏ trong văn hóa
Hình ảnh con thỏ là mô-típ phổ biến trong nghệ thuật có ý nghĩa thần thoại trong các nền văn hóa khác nhau. Thỏ mang ý nghĩa phục sinh và là một biểu tượng của sự sinh sôi, tính tình hiền lành, dễ thương, đáng yêu. Hình tượng con thỏ trắng cũng gợi lên những ý niệm thân thiện và hiền hòa. Thỏ cũng là biểu tượng may mắn cho chuyện sinh nở. Trong lễ phục sinh, con thỏ cũng là biểu tượng của sự an lành, sung túc. Chân sau của thỏ được xem là vật may mắn trong rất nhiều nền văn hóa.
Theo quan niệm của người Trung Quốc thì con thỏ tượng trưng cho nét thanh lịch, sự nhạy cảm với nghệ thuật, âm thanh và cái đẹp. Thỏ thường gắn liền với các vị thần mặt trăng, chị Hằng (Thỏ ngọc). Trong văn hóa Khmer, thỏ vừa là biểu tượng tôn giáo vừa là biểu tượng cho công lý, hạnh phúc và sự may mắn, phẩm chất con thỏ thông minh, dũng cảm.

## Văn hóa Đông Á
Ở các nước châu Á khác như Trung Quốc, Nhật Bản và Hàn Quốc, con Thỏ là một trong 12 con giáp xếp sau con Trâu và con Hổ. Con Thỏ được coi là may mắn nhất trong số 12 con giáp, vì con Thỏ có nguồn gốc từ cung trăng, là biểu tượng của sự trường thọ. Trong tranh dân gian Trung Quốc, con Thỏ đứng gần một tảng đá dưới gốc cây và cầm tiên đan Ở Việt Nam, thì con thỏ được thay thế bằng con mèo trong 12 con giáp, vì Việt Nam không có điều kiện môi trường để loài thỏ phát triển sinh sôi do Việt Nam là văn hoá thảo mộc chứ không phải văn hoá thảo nguyên.

## Trong văn hóa Khmer
Trong nghi lễ vòng đời (Hôn - Quan - Tang - Tế) và cách tính tuổi của người Khmer thì thỏ được dùng làm con giáp tính tuổi vì con thỏ vốn thông minh, lanh lợi, mưu trí, khôn ngoan và đặc biệt con thỏ còn là tiền kiếp của Phật Thích Ca Mâu Ni lúc còn tại thế và mong ước đây sẽ là tuổi ngọc, tuổi có duyên với Phật Thích Ca Mâu Ni. Trong những câu chuyện dân gian của người Khmer thì thỏ còn là nhân vật hay thực hiện công bình, phân xử, bằng chính sự thông minh, mưu mẹo của mình trong rất nhiều trường hợp đã thể hiện được tài năng xử kiện, ứng phó với hoàn cảnh, giải thoát cho các con vật, tự cứu mình, cứu con người cho nên người Khmer Campuchia cho khắc hình của thỏ trong con dấu trong các tòa án

## Văn hóa phương Tây

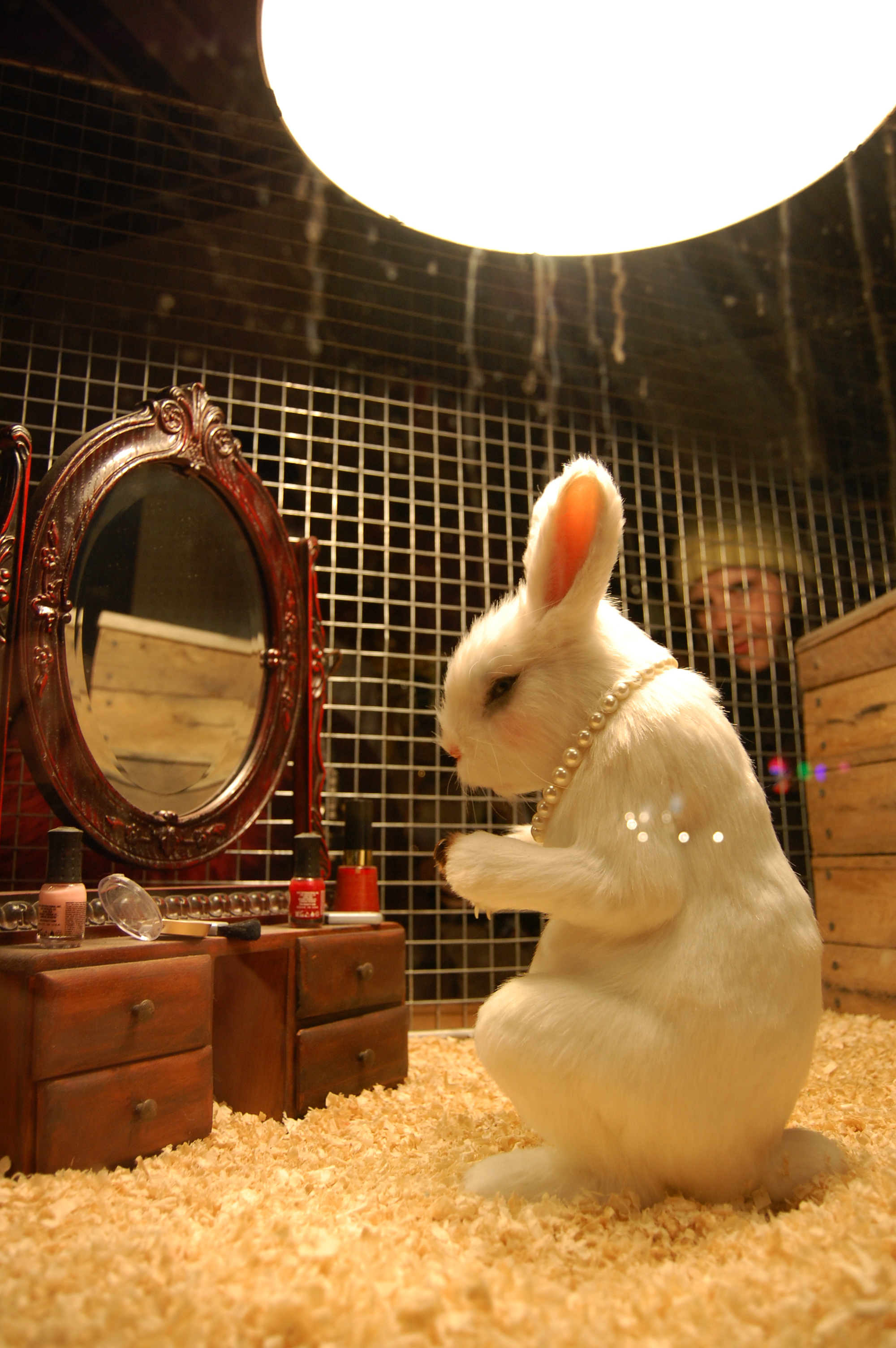
Một chú thỏ phục sinh

Trong văn hóa phương Tây, hình ảnh con thỏ được biết đến qua câu chuyện ngụ ngôn thỏ và rùa. Đây là một chuyện ngụ ngôn nổi tiếng của Aesop. Câu chuyện xoay quanh cuộc thi chạy giữa rùa và thỏ. Trong ngôn ngữ, Thỏ trắng là một tiếng lóng trong ngành điêu khắc chỉ những người non nớt, ít kinh nghiệm Một cú đánh vào gáy có thể giết chết thỏ, từ đó mà có thuật ngữ rabbit punch (cú đấm vào gáy). Quận Conejos, Colorado ở Mỹ mà tên của nó đến từ một từ tiếng Tây Ban Nha "Conejo", có nghĩa là thỏ.
Trong Thiên Chúa giáo có hình tượng Thỏ Phục Sinh là con thỏ đem lại trứng phục sinh. Bắt đầu từ những tín hữu của giáo hội Luther ở Đức, thỏ Phục Sinh ban đầu đóng vai trò một người phân xử, đánh giá xem liệu những đứa trẻ đã cư xử ngoan ngoãn hay là không vâng lời vào lúc bắt đầu mùa Phục Sinh Trong truyền thuyết phương Tây có mô tả về quái vật thỏ có sừng, quái vật thỏ có sừng nổi tiếng ở châu Âu.

## Trong thành ngữ
- Nhát như thỏ đế
- Chuyện nhỏ như con thỏ
- Thỏ chết thì chó săn vào nồi